# Вашадзе, Тамаз Михайлович
Тама́з Миха́йлович Ваша́дзе (груз. თამაზ მიხეილის ძე ვაშაძე; род. 2 мая 1939 года, Чиатура, Грузинская ССР) — грузинский государственный и политический деятель, мэр Тбилиси с 2 октября 1991 года по 6 января 1992 года.

## Биография
Родился 2 мая 1939 года в городе Чиатура Грузинской ССР.
Трудовую карьеру начал в 1954 году помощником проходчика на шахте в Чиатуре, с 1956 по 1962 год работал бригадиром комплексной бригады. Окончил строительный факультет Грузинского политехнического института им. В. И. Ленина в 1963 году.
С 1962 по 1969 год работал бригадиром проходчиков в Тбилиси, затем начальником строительного участка, с 1969 по 1979 год являлся главным инженером управления «Магливмшени», начальником строительного управления в Тбилиси.
С 1979 по 1980 год являлся главным инженером треста № 8 Министерства строительства Грузинской ССР, с 1980 по 1986 год возглавлял 74-й трест, с 1986 по 1991 год руководил 11-м трестом Министерства строительства Грузинской ССР.
С 1991 года занимал должность заместителя министра строительства Грузии. В том же году, будучи начальником чрезвычайного строительного штаба, руководил восстановительными работами в пострадавших от Рачинского землетрясения регионах, также в период нахождения в должности замминистра занимался строительством воднолыжного спорткомплекса в Поти.
Со 2 октября 1991 года являлся мэром Тбилиси, занимал эту должность до военного переворота 1992 года, в результате которого был свергнут президент Грузии Звиад Гамсахурдия, после чего долгое время находился в эмиграции в Греции.
В мае 2010 года баллотировался на пост мэра Тбилиси от партии «Солидарность», набрал менее 1% голосов.